# Bultaco

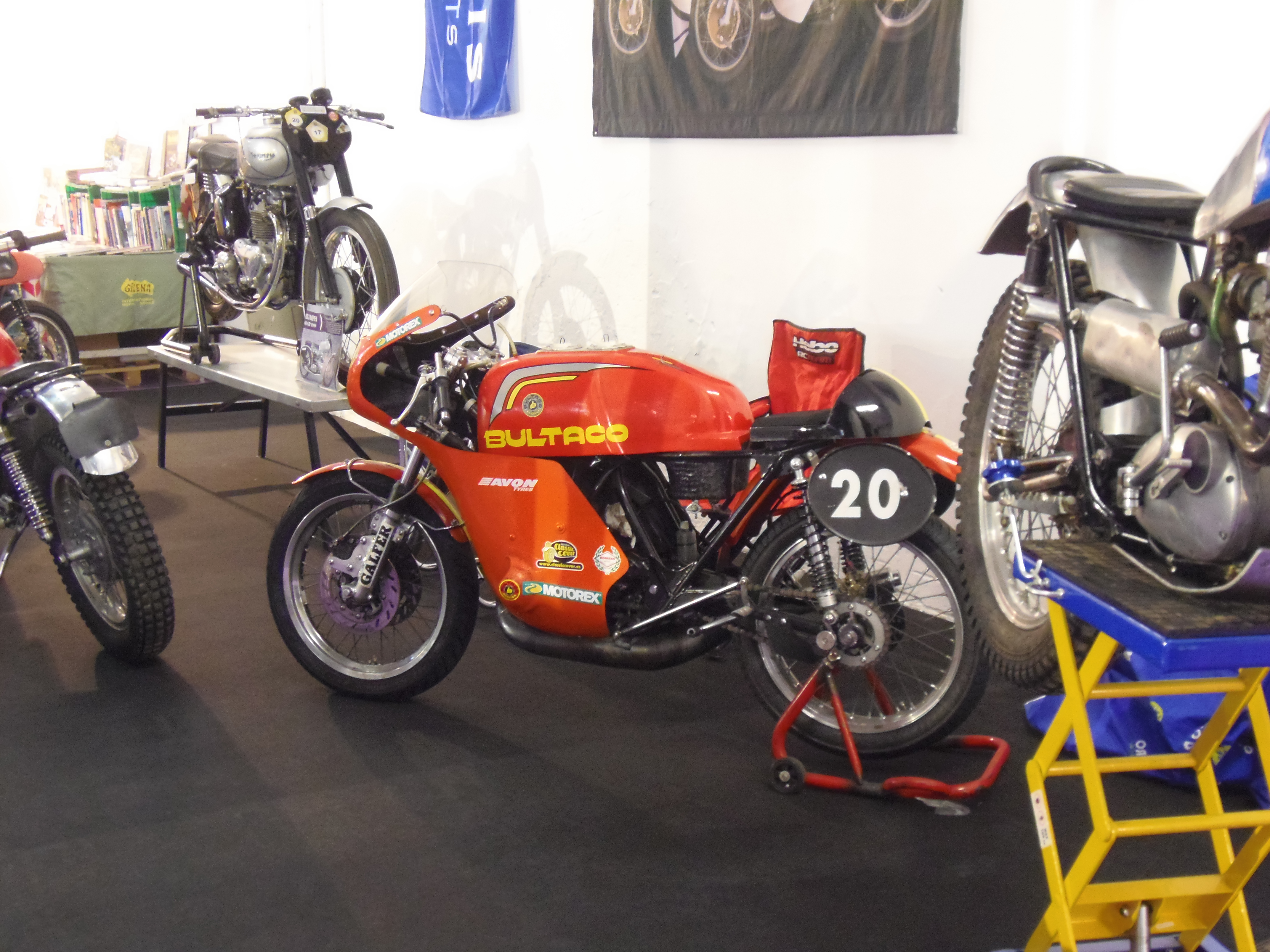
Bultaco 360 endurance.

Bultaco, en spansk motorcykeltillverkare verksam från 1958 till 1983. Produktionen bestod av motorcyklar med encylindriga tvåtaktsmotorer främst tävlingsmaskiner för motocross och trial.
Idag ägs varumärket av Derbi som endast säljer mopeder under namnet Bultaco.